# Virginie Le Taillandier
Virginie Le Taillandier, ou encore Virginie Meignan (épouse Le Taillandier) est une écrivaine de langue française, poétesse et romancière. Née  à Château-Gontier.

## Biographie
Elle est la fille de Charles Meignan, sous-préfet de Château-Gontier (entre l'an VIII et 1807). Elle est la nièce de Benjamin Meignan, fusillé au Champ-des-Martyrs d'Angers pendant la Révolution française.
Elle écrit de 1843 à 1858, dans le Mémorial de la Mayenne et dans l'Écho de la Mayenne, un grand nombre de poésies parmi lesquelles : La Glaneuse, l'Acacia et le Pin, A ma Patrie, A Pie IX, La mort de l'archevêque de Paris, Chambord et Chenonceaux ; et des relations de voyages en Italie, à Londres et sur les bords du Rhin.

## Sources
- Martin Foucault, Documents sur Château-Gontier, p. 268
- « Virginie Le Taillandier », dans Alphonse-Victor Angot et Ferdinand Gaugain, Dictionnaire historique, topographique et biographique de la Mayenne, Laval, A. Goupil, 1900-1910 [détail des éditions] (BNF 34106789, présentation en ligne), tome II, p. 676.